# 科迪勒拉 (奇里基省)
科迪勒拉是巴拿马奇里基省博克龙区的一个城市。 该市面积为49.3平方（19.0平方英里），2010年时人口为590，故其人口密度为12名居民每平方（31名居民每平方英里）。 1990年时人口为361，2000年时人口为471。